# Storting (prédio)
O edifício do Storting (norueguês: Stortingsbygningen) é a sede do Storting, o parlamento da Noruega, localizado no centro de Oslo. Localizado no portão 22 da Rua Karl Johans, foi inaugurado em 5 de março de 1866 e foi projetado pelo arquiteto sueco Emil Victor Langlet.

## História
Após a criação do Parlamento da Noruega em 1814, que aconteceu em uma casa particular que pertencia a Carsten Anker em Eidsvoll, a nova legislatura começou a se reunir na Escola da Catedral de Christiania, hoje Oslo, em Tollbodgaten e Dronningsgate. A partir de 1854, a legislatura começou a usar o grande salão da Universidade Real Frederick.  No entanto, surgiram propostas de um próprio edifício do parlamento. O parlamento não tinha aprovado uma proposta do governo para criar tal edifício em 1833,  mas em 1836, o trabalho para estabelecer um edifício permanente começou. Havia doze lotes no centro de Oslo, localizados entre o Palácio Real de Oslo e a Estação Central de Oslo para a criação do edifício. O governo decidiu construir no Parque do Palácio, e foi aprovado pelo parlamento. No entanto, o governo optou por comprar o lote atual. Isto foi aprovado pelo parlamento em 1857. 

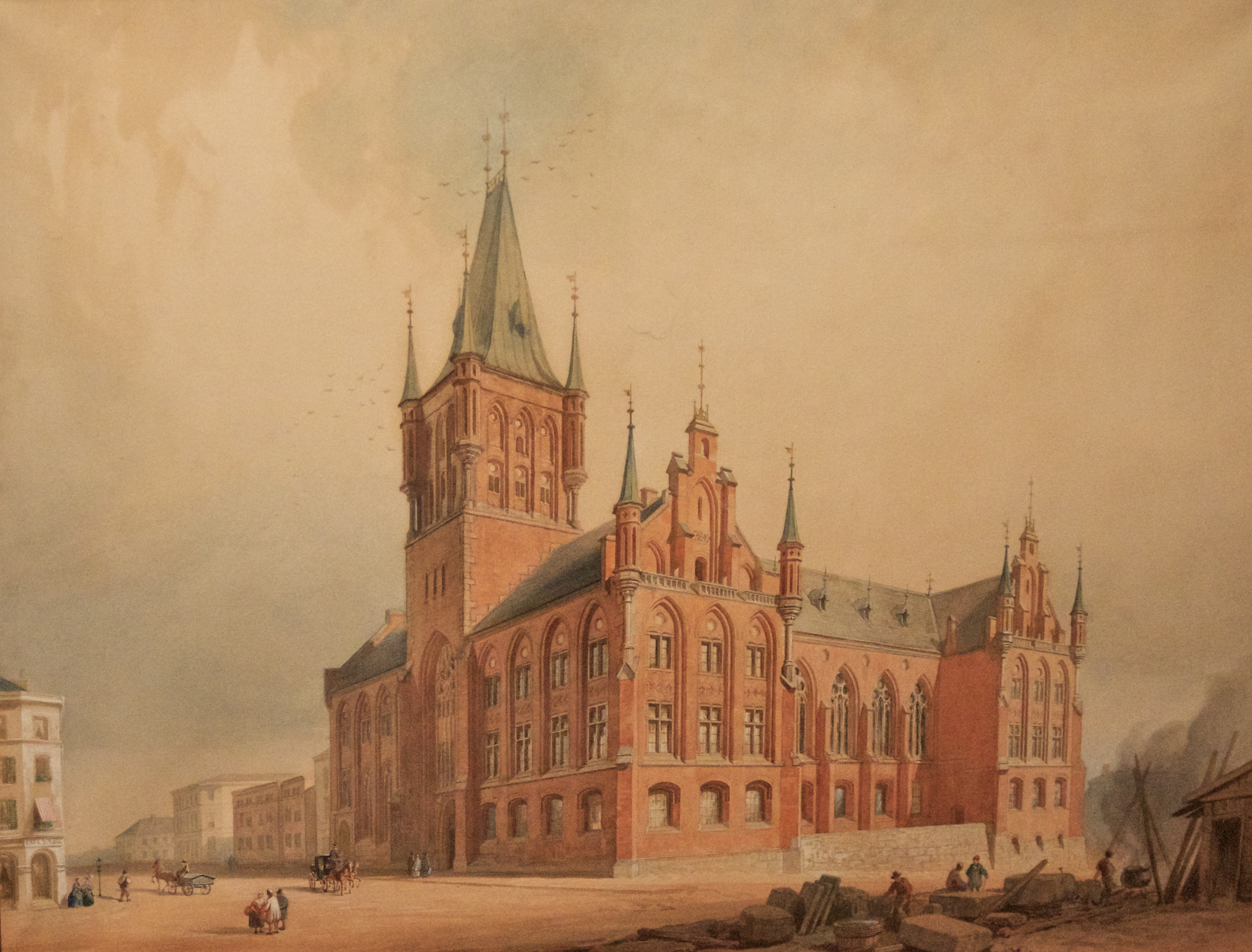
Projeto vencedor criado por Heinrich Ernst Schirmer e Wilhelm von Hanno.

 A próxima discussão foi relacionada à arquitetura. Várias propostas foram feitas, e doze destas foram analisadas. Um concurso de design foi iniciado em 1856, e o concurso foi ganho pelos arquitetos Heinrich Ernst Schirmer e Wilhelm von Hanno. No entanto, o Storting decidiu rejeitar a proposta porque parecia muito com uma igreja. Em vez disso, uma proposta do arquiteto sueco Emil Victor Langlet foi escolhida por 59 contra 47 votos em 18 de maio de 1860. A construção começou em 3 de agosto de 1860, e a pedra angular foi colocada em 10 de outubro de 1861. O prédio custou 957.332 coroas norueguesas. O parlamento mudou-se em 5 de março de 1866, no dia da inauguração. 
Inicialmente, o edifício era muito grande para as necessidades da legislatura e vários outros órgãos do governo, incluindo o Gabinete do Auditor Geral da Noruega, os Serviços de Arquivo Nacional, a Autoridade de Cartografia e Cadastro e a Diretoria de Canais também foram alojados lá. À medida que o parlamento se expandiu, essas várias agências se mudaram. 

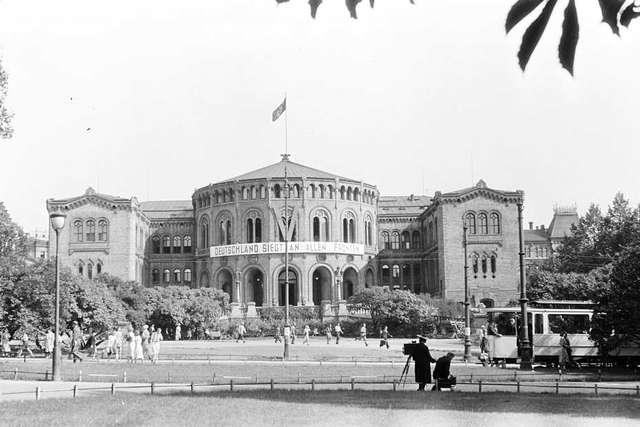
Ocupação nazista em 1941.

 Durante a invasão alemã da Noruega em 9 de abril de 1940, o Storting mudou-se e realizou duas reuniões, uma vez em um cinema em Hamar e uma vez na Escola Elverum Folk. As restantes reuniões durante a Segunda Guerra Mundial foram realizadas no exterior. Durante a guerra, o edifício foi tomado por forças alemãs, e usado primeiramente como quartel. Mais tarde, Reichskommissar Josef Terboven se mudou para o edifício com sua administração. A câmara de Lagting foi remodelada, com o teto abaixado e o interior redecorado com painéis de mogno e estilo funcionalista. 
De 1951 a 1959, um prédio de escritórios de quatro andares foi construído na parte de trás do edifício. O pátio estava cheio e a câmara se expandia. Este trabalho foi conduzido pelo arquiteto Nils Holter. Em 1872, o parlamento comprou propriedades na Rua Prinsens (26), em 1988 na Rua Akersgata (21), em 1993 Nedre Vollgate (20), em 1997 Nedre Vollgate (18) e em 1999 Tollbugaten (31). O parlamento também aluga escritórios na Rua Akersgata (18). 

## Arquitetura
O edifício foi construído em tijolos amarelo com detalhes e cave em granito cinza claro. É uma combinação de vários estilos, incluindo inspirações de França e Itália. Um aspecto característico de Stortingsbygningen é a forma como a câmara plenária está localizada na secção semicircular na frente do edifício, em oposição ao centro do edifício. A parte de trás do edifício espelha a fachada da frente, com a câmara de reunião da agora abolida câmara legislativa de Lagting. O interior do edifício também é projetado por Langlet. 